# Český hospic v Římě
Český hospic (poutní dům) v Římě byl založen roku 1378 Karlem IV. pro poutníky, přicházející do Říma z českých zemí.

## Historie českého hospicu sv. Václava
Hospic, dům, v němž mohli přebývat poutníci z českých zemí do Říma, zřídil krátce před smrtí císař Karel IV. se svou manželkou Alžbětou Pomořanskou. Panovník roku 1368, kdy došlo k římské korunovací císařovny Alžběty, zakoupil dům, ve kterém prý inkognito přebýval před svou císařskou korunovací roku 1355. 
Dům mohl být vydržován díky nadaci Petra, Oldřicha a Jana z Rožmberka. Nadační listina byla vydána 6. března 1378, potvrzena byla pražským arcibiskupem Janem Očkem z Vlašimi o dva dny později a 1. srpna 1379 ji potvrdil papež Urban VI.
Dům byl opraven roku 1457 za prokurátora Heinricha z Rorau, který působil v letech 1455-1463, o čemž svědčí pamětní deska, umístěná na domu na via dei Banchi vecchi č. p. 131.
Protože poutní dům příliš nefungoval, byla fundace posléze určena na vydržování českých studentů v Germanicu a v jezuitské koleji v Praze (Klementinum). Hospic se dostal do správy bratrstva u římského kostela Santissima Trinità dei Pellegrini, zřízeného sv. Filipem Nerim k ubytování poutníků do Říma. Na zásah Mons. Karla Jaeniga papež Pius IX. předal roku 1872 český hospic českým biskupům, Jaenig jej spravoval a opravil jej na své náklady, jak o tom svědčila fasáda jím přikoupeného domu na Piazza Sforza Cesarini č.p. 30., dnes značně zanedbaná. 

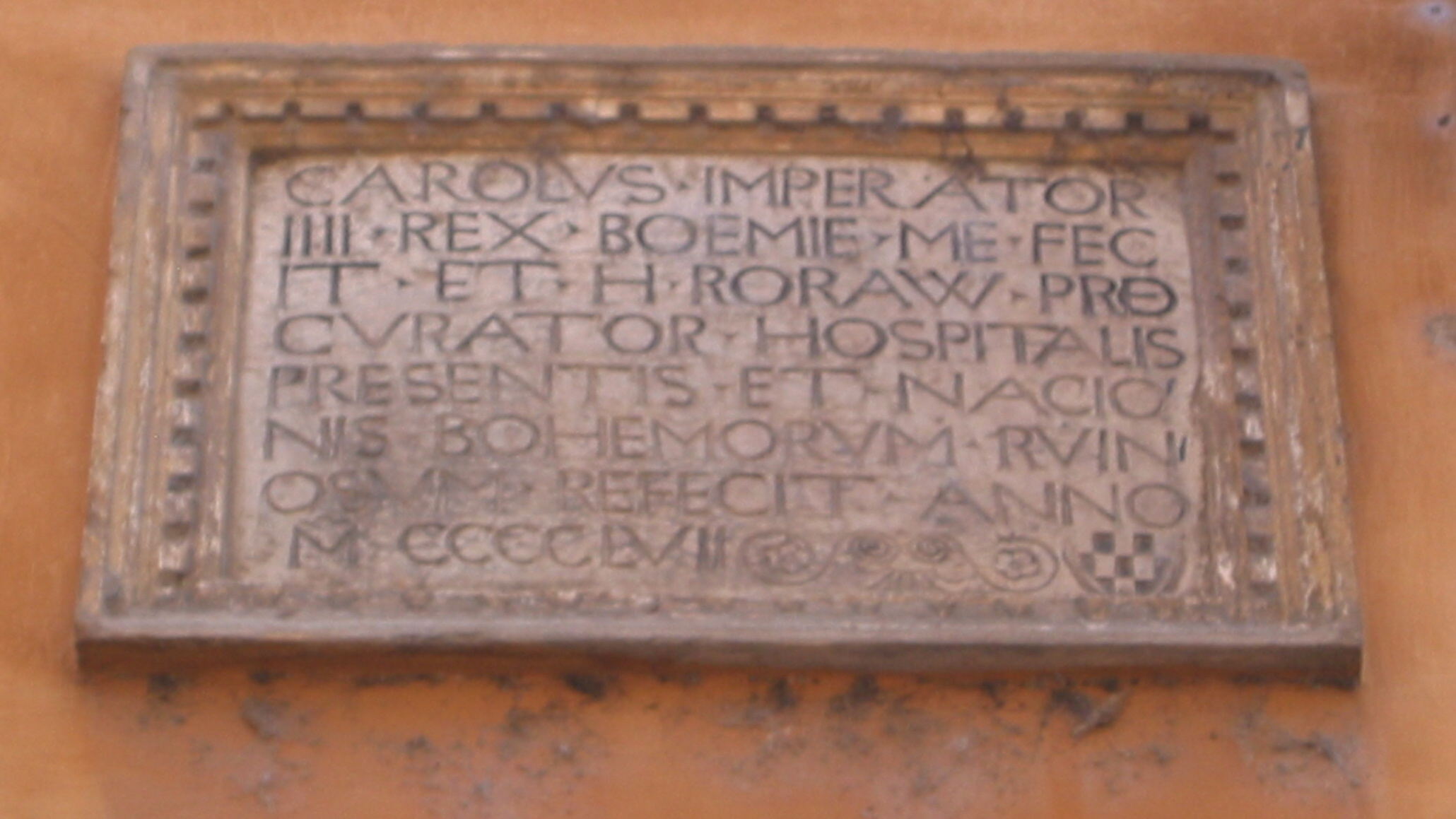
Nápis z 15. století, upomínající na úpravy Heinricha z Rorau

Papež Lev XIII. přiřkl hospic do majetku nově založené české koleje, Bohemica, z nějž se roku 1929 stalo Nepomucenum. Česká kolej dům vlastnila až do začátku 50. let 20. století, kdy jej byla z existenčních důvodů nucena prodat. 
Poutní dům Velehrad v Římě nedaleko Vatikánu, pořízený pro české poutníky díky kardinálu Beranovi, je morálním nástupcem starého hospice sv. Václava.